# De Havilland Hercules
de Havilland Hercules var ett brittiskt transport- och passagerarflygplan tillverkat av de Havilland.
Flygplanet togs fram som ett passagerar- och postflygplan för de längre flyglinjerna till Indien och Afrika.  
Flygplanet var dubbeldäckat med den undre vingen i nivå med flygplanskroppens undersida medan den övre vingen bars upp av fyra stålstöttor från kroppen och var placerad ovanför flygkroppen. Vingarna var av en träkonstruktion som täcktes med fanér och tyg och där endast den nedre vingen var försedd med skevroder. Det fasta landstället bestod av två hjul placerade under motorgondolerna i den undre vingen och två sporrfjäder i bakkroppen. 
Fenkonstruktionen bestod i tre stycken fenor sammanfogade med ett horisontellt stag utformat i en vingprofil, placerat ovanför stabilisatorn där höjdrodret var placerat. På sidan av flygkroppen var en rad med fyrkantiga fönster placerade som gav passagerarna möjlighet att se ut från sin ombonade miljö. Piloterna var placerade i ett förarutrymme mellan vingen och den luftkylda stjärnmotorn i nosen.
de Havilland konstruerade flygplanet på uppmaning från flygbolaget Imperial Airways (IA) som tagit över postbefordringen mellan Kairo och Bagdad från Royal Air Force. För att klara uppgiften behövde de ett flygplan som kunde flyga en längre sträcka samt för att göra trafiken mer lönsam även tillåta plats för passagerare. Första prototypen flög 30 september 1926, därefter beställde bolaget fem stycken exemplar av flygplanet. 
Efter leverans inledde IA trafik mellan Croydon och Indien 27 december 1927 flygplanet landade efter mellanlandningar i Delhi 8 januari 1927. Det australienska flygbolaget West Australia Airlines (WAA) som sökte en ersättare för sina DH 50 blev uppmärksammade på typen och beställde fyra flygplan. På grund av tre haverier beställde IA ytterligare två flygplan från de Havilland samt man övertog två exemplar från WAA. När IA tog bort flygplanstypen från linjetjänst 1935 sålde man tre stycken till Sydafrikas flygvapen. Flygplanet var i bruk fram till 1942 i WAA, då det sista överlevande flygplanet förstördes under ett fiendeangrepp i andra världskriget.